# 소닉 컬러즈
소닉 컬러즈(영어명 : Sonic Colors(일부 지역에서는 소닉 컬러스, Sonic Colours))는 세가가 2010년에 만든 비디오 게임이다. 이전작인 소닉 언리쉬드와는 다르게 Wii와 닌텐도 DS로만 발매되었다.

## 스토리
닥터 에그맨이 에그 플래닛 파크라는 놀이공원을 지었다는 소식에 소닉 더 헤지호그와 마일즈 테일즈 파우어는 그곳으로 향한다. 그곳에서 에그맨이 위습의 에너지를 이용해 세뇌 레이저를 만들어 지구에 발사하려고 한다는 것을 알아냈다. 그 뒤, 놀이공원에 있는 행성들이 모두 에그맨이 이쪽으로 소환한 것이라는 걸 알게 된다.
소닉은 이 소환을 위한 장치를 모두 정지시켰으나 이미 에너지는 충분히 모인 상태였기 때문에 에그맨은 지구를 향해 세뇌 레이저를 발사한다. 그러나 세뇌 레이저는 망가진 상태였기 때문에 폭발하여 여파로 놀이공원이 파괴되기 시작한다.
소닉과 테일즈는 지구로 돌아가려 하나 에그맨이 그 앞을 막아 소닉은 먼저 테일즈를 지구로 보내고 에그맨을 상대한다. 에그맨을 성공적으로 막았지만 폭발에 휩쓸리고 마는데, 위습들이 소닉을 지구로 되돌려 주어서 무사히 귀환한다.
그 뒤 소닉이 계속 소환 장치를 정지하고 있는데도 에그맨이 에너지를 채울 수 있는 수단이었던 마더 위습이 세뇌된 상태로 소닉을 가로막는다. 소닉은 슈퍼 소닉으로 변신하여 그녀를 원래대로 되돌려놓고, 마더 위습은 위습과 함께 자신들의 행성으로 돌아간다.

## 게임 플레이
전작 소닉 언리쉬드에서처럼 부스트 시스템을 사용하나 약간 변경되었다.
이번 작에서는 위스프의 힘을 이용한 컬러 파워를 사용할 수 있다. 컬러 파워에 대해서는 하단에 서술.

## 컬러 파워
본작에서는 위습과 일정 시간 융합하여 컬러 파워를 사용할 수 있는데, DS판과 Wii판마다 나오는 위습이 달라 사용할 수 있는 컬러 파워도 다르다.
- 화이트 위스프: 소닉의 부스트 게이지를 채워주기만 하며 그 외의 효과는 없다.
- 시안 위스프: 빛의 형태로 변신하여 빠르게 움직이는 '시안 레이저'를 사용할 수 있다.
- 옐로 위스프: 드릴의 형태로 변신하여 땅을 파고 들어가는 '옐로 드릴'을 사용할 수 있다.
- 오렌지 위스프: 로켓의 형태로 변신하여 수직상승하는 '오렌지 로켓'을 사용할 수 있다.
- 블루 위스프: 블루 큐브와 블루 링을 서로 뒤바꾸는 '블루 큐브'를 사용할 수 있다. Wii판에만 등장한다.
- 그린 위스프: 둥둥 떠다닐 수 있는 호버링과 링을 따라 대시하는 '링 대시'를 사용할 수 있다. Wii판에만 등장한다.
- 핑크 위스프: 몸을 만 고슴도치의 형태로 변신하여 벽을 타고 이동하는 '핑크 스파이크'를 사용할 수 있다. Wii판에만 등장한다.
- 퍼플 위스프: 괴물의 형태로 변신하여 오브젝트를 먹어치우는 '퍼플 프렌지'를 사용할 수 있다. Wii판에만 등장한다.
- 레드 위스프: 불덩어리의 형태로 변신하여 연속 점프와 폭발을 일으키는 '레드 버스트'를 사용할 수 있다. DS판에만 등장한다.
- 바이올렛 위스프: 블랙홀의 형태로 변신하여 오브젝트를 빨아들이는 '바이올렛 보이드'를 사용할 수 있다. DS판에만 등장한다.

## 평가
| 평가 |                                    |
| --- | ---------------------------------- |
| 통합 점수 통합사 점수 게임랭킹스 (Wii) 78.02% [ 3 ] (DS) 77.75% [ 4 ] 메타크리틱 (DS) 79/100 [ 5 ] (Wii) 78/100 [ 6 ] 평론 점수 평론사 점수 1UP.com (Wii) B+ [ 7 ] 유로게이머 (Wii) 8/10 (UK) [ 8 ] (Wii) 9/10 (Italy) [ 9 ] 패미츠 (Wii) 34/40 [ 10 ] (DS) 32/40 [ 10 ] 게임 인포머 (DS) 8.5/10 [ 11 ] (Wii) 7/10 [ 12 ] 게임스팟 (Wii) 8/10 [ 13 ] (DS) 8/10 [ 14 ] 게임스레이더+ (Wii) 7/10 [ 15 ] 게임트레일러스 (DS) 7.9/10 [ 16 ] (Wii) 6.4/10 [ 17 ] IGN (Wii) 8.5/10 [ 18 ] ONM (Wii) 86% [ 19 ] (DS) 85% [ 19 ] Wired (Wii) 7/10 [ 20 ] |                                    |
| 통합 점수 |                                    |
| 통합사 | 점수                               |
| 게임랭킹스 | (Wii) 78.02% (DS) 77.75%           |
| 메타크리틱 | (DS) 79/100 (Wii) 78/100           |
| 평론 점수 |                                    |
| 평론사 | 점수                               |
| 1UP.com | (Wii) B+                           |
| 유로게이머 | (Wii) 8/10 (UK) (Wii) 9/10 (Italy) |
| 패미츠 | (Wii) 34/40 (DS) 32/40             |
| 게임 인포머 | (DS) 8.5/10 (Wii) 7/10             |
| 게임스팟 | (Wii) 8/10 (DS) 8/10               |
| 게임스레이더+ | (Wii) 7/10                         |
| 게임트레일러스 | (DS) 7.9/10 (Wii) 6.4/10           |
| IGN | (Wii) 8.5/10                       |
| ONM | (Wii) 86% (DS) 85%                 |
| Wired | (Wii) 7/10                         |

## 소닉 컬러즈 얼티밋
5월 28일 소닉 공식 유튜브 채널에서 "Sonic Central"라는 영상을 통해 공개되었다. 기존작을 리마스터하여 새로운 기능까지 갖춘 소닉 컬러즈 얼티밋은 닌텐도 스위치와 PS4, 엑스박스 원을 비롯해 PC는 에픽게임즈 스토어에서 독점 발매된다. 전세계 발매일은 9월 9일부터 예정된다.

## 라이즈 오브 위스프
공개된 트레일러와 함께 공식 유튜브 채널에서만 볼 수 있는 공식 단편 애니메이션 소닉 컬러즈 라이즈 오브 위스프까지 발표되었다. 이번작에서는 성우 음성까지 추가되어 납치된 위스프들을 구하는 토대로 구성되었다. 차후에는 다른 언어 더빙으로도 추가될 예정이다.